# Down in a Hole
«Down in a Hole» (с англ. — «На дне пропасти») — пауэр-баллада американской гранж-группы Alice in Chains, последний, пятый, сингл с их альбома Dirt. Песня была написана гитаристом и вокалистом группы Джерри Кантреллом и посвящена отношениям с его тогдашней девушкой, Кортни Кларк. Сингл добрался до 10-го места в чарте Hot Mainstream Rock Tracks, в общей сложности продержавшись там 21 неделю подряд. Акустическая версия композиции, исполненная музыкантами во время концерта MTV Unplugged в 1996 году, впоследствии была выпущена на одноимённом альбоме и DVD. Впоследствии композиция была включена в сборники: Music Bank (1999) и Nothing Safe: Best of the Box (1999).

## Содержание
Автор песни гитарист Джерри Кантрелл сначала не решался представить композицию группе, так как считал её слишком мягкой для их репертуара, однако после положительной реакции остальных музыкантов — они вскоре записали её в студии. Композиция написана в тональности ля-бемоль минор, с использованием Дорийского лада, и сосредоточена вокруг прогрессии аккордов: ля-бемоль минор — соль-бемоль минор — ре-бемоль минор, с гармонирующими вокальными партиями Лейна Стэйли и Джерри Кантрелла, замысловато переплетающимися на протяжении всей песни.

Кантрелл посвятил песню его тогдашней девушке Кортни Кларк. В примечаниях к сборнику Music Bank, гитарист написал о ней следующее: 
[«Down in a Hole»] входит в тройку моих самых любимых [наших] вещей. Она [посвящена] моей давней возлюбленной. Эта песня о реалиях моей жизни, пути, который я выбрал, и странным образом песня предсказала, куда мы в итоге пришли. Нам обоим трудно осознать... что эта [концертная] жизнь не способствует успеху в долгосрочных отношениях [мужчины и женщины].

## Выпуск и отзывы
30 августа 1993 года «Down in a Hole» была выпущена в качестве сингла. Композиция добралась до 10-го места в чарте Hot Mainstream Rock Tracks. В октябре 1993 года сингл был выпущен на территории Соединённого Королевства, где попал в Top-40 и Top-30 национальных чартов Великобритании и Ирландии.
Рецензент портала AllMusic Нед Раггетт в своём обзоре отмечал, что «у Стэйли… поющего в пол голоса, получилось удивительно запоминающееся исполнение… искреннее и отчасти тоскливое», автор подытожил: «конечный результат создаёт картину опустошённого человека, ищущего какого-то душевного утешения».

## Музыкальное видео
В 1993 году для «Down in a Hole» было снято музыкальное видео, режиссёром выступил Найджел Дик. Видео было включено в официальный сборник группы Music Bank: The Videos (1999). Несмотря на то, что в записи песни принимал участие бас-гитарист Майк Старр, в съёмках клипа принял участие новый басист Alice in Chains — Майк Айнез.

## В массовой культуре
«Down in a Hole» фигурирует в качестве загружаемого контента к видеоигре Rocksmith. Песенный набор под названием «Alice In Chains Song Pack II» включает также другие композиции группы: «Rooster», «Nutshell», «No Excuses» и «Heaven Beside You».

## Список композиций
| CD Single (659751-2) 1. «Down in a Hole» (radio edit) — 3:53 2. «Down in a Hole» — 5:40 3. «What the Hell Have I» — 4:00 4. «Rooster» — 6:15 7" Single (659751-7) Сторона 1 1. «Down in a Hole» (radio edit) Сторона 2 1. «Rooster» | 12" Single (659751-6) Сторона 1 1. «Down in a Hole» 2. «A Little Bitter» Сторона 2 1. «Rooster» 2. «Love, Hate, Love» |

## Участники записи
- Джерри Кантрелл – вокал, гитары
- Лейн Стэйли – ведущий вокал
- Майк Старр – бас-гитара
- Шон Кинни – ударные, перкуссия

## Чарты
| Чарт (1993)                     | Высшая позиция |
| ------------------------------- | -------------- |
| Ирландия (IRMA)                 | 29             |
| Великобритания (OCC UK Singles) | 36             |
| США (Billboard Mainstream Rock) | 10             |